# Behaeghel
Behaeghel is een van oorsprong Vlaamse familienaam. De naam is afgeleid van Bebagelo, hetgeen Germaans is voor "mooi bos".

## Voorkomen
In 1998 droegen 217 Belgen de naam Behaeghel; in 2008 waren dat er nog 205. Varianten op de naam Behaeghel zijn Behaegel, Behagel en Behaghel.

## Bekende naamdragers
- Albert Behaeghel (1856-1941), Belgisch hoogleraar en senator
- August Behaeghel (1813-1878), Belgisch politicus
- Florimond Behaeghel (1884-1962), Belgisch verzetsstrijder
- Jeanine Behaeghel (1940-1993), Belgisch kunstenares
- Pieter Behaeghel (1783-1857), Belgisch schrijver en taalkundige